# N,N-Diethyl-p-phenylendiamin
N,N-Diethyl-p-phenylendiamin ist eine chemische Verbindung aus der Gruppe der Aminobenzole.

## Gewinnung und Darstellung
N,N-Diethyl-p-phenylendiamin kann durch Reaktion von N,N-Diethylanilin mit salpetriger Säure und anschließender Reduktion gewonnen werden.

## Eigenschaften
N,N-Diethyl-p-phenylendiamin ist eine brennbare, licht- und luftempfindliche schwarzbraune Flüssigkeit mit aminartigem Geruch, die praktisch unlöslich in Wasser ist. Der Schmelzpunkt der Verbindung liegt im Raumtemperaturbereich. Ein verunreinigtes Produkt kann flüssig sein.

## Verwendung
N,N-Diethyl-p-phenylendiamin wird als Referenzmaterial zur Bestimmung chemischer Konstanten verwendet.